# جيمي ريتشاردز
جيمي ريتشاردز (بالإنجليزية: Jamie Richards)‏ (24 يونيو 1994 في المملكة المتحدة - ) هو لاعب كرة قدم بريطاني في مركز الدفاع. لعب مع نادي بليموث أرجايل ونادي توركي يونايتد ونادي لينفيلد ونادي دارتفورد وTruro City F.C. ‏ ونادي ويموث.

## وصلات خارجية
- جيمي ريتشاردز على موقع قاعدة بيانات كرة القدم.إي يو (الإنجليزية)
- جيمي ريتشاردز على موقع Soccerbase.com (لاعب) (الإنجليزية)
- جيمي ريتشاردز على موقع Soccerway.com (الإنجليزية)